# Chaetium
Chaetium és un gènere de plantes de la família de les poàcies, ordre de les poals, subclasse de les commelínides, classe de les liliòpsides, divisió dels magnoliofitins.
És un gènere de plantes herbàcies originari tant d'Amèrica del Nord com d'Amèrica del Sud. Conté 3 espècies.
Són plantes perennes cespitoses.

## Taxonomia
- Chaetium bromoides Benth.
- Chaetium cubanum (C.Wright) Hitchc.
- Chaetium festucoides Nees[3][4]